# O Królowaniu
O Królowaniu (łac. De Regno lub De regimine principum, zwane także O społeczeństwie i władzy lub po prostu O władzy) – traktat polityczny napisany przez Tomasza z Akwinu w latach 1266–1267 dla króla Cypru Hugona II.

## Treść
Na wstępie Św. Tomasza zaznacza, że każdy byt ma swoje przeznaczenie, swój cel. Następnie, że człowiek jest w sposób naturalny istotą społeczną, gdyż nie został przysposobiony fizycznie do samodzielnego przetrwania, ale posiada rozum oraz wykształcił mowę, która umożliwia mu współdziałanie z innymi ludźmi. Poza tym jednostkowy umysł jest zbyt słaby, aby pojąć złożoność rzeczywistości. Ludzie muszą żyć w grupach, aby sobie wzajemnie pomagać i dzielić się opanowywaniem kolejnych aspektów życia: lecznictwa, obrony, rolnictwa etc.
Bez warstwy kierowniczej każdy członek społeczeństwa dbałby tylko o swój interes, co spowodowałoby rozpad wspólnoty, a istnienie władzy i hierarchia są naturalne we wszechświecie: dusza rządzi ciałem, rozum popędami, serce porusza resztę ciała. W każdej gromadzie powinien istnieć zatem jeden czynnik rządzący. Celem rządzących jest zabieganie o dobro wspólne wszystkich rządzonych, a nie o swoje własne.
Jeśli rządzący rządzą niesprawiedliwie to dzieje się to albo a) w pojedynkę – tyrania b) nieliczna grupa – oligarchia c) panowanie ludu – demokracja, kiedy to cały naród staje się jakby jednym wielkim tyranem.
Jeśli rządzący rządzą sprawiedliwie to albo a) jednostkowo – monarchia b) nieliczna grupa ludzi najlepszych i uczciwych – arystokracja c) liczna grupa – politii.
Istotnymi cechami króla są 1) że sam jeden sprawuje rządy i 2) że jest pasterzem dbającym o dobro wspólne swoich podwładnych, a nie o własne korzyści. Dobro i powodzenie społeczności polega na zachowaniu jedności, którą nazywamy „pokojem”. Bez niej życie społeczne nie może funkcjonować i staje się ciężarem dla jednostek.
Celem rządzących jest więc uzyskanie jedności. Analogicznie jak celem lekarza jest wyzdrowienie pacjenta, tak celem rządzących jest wprowadzenie jedności pokoju wśród rządzonych. „Otóż jasnym jest, że to, co samo stanowi istotną jedność, bardziej przyczynia się do stworzenia jedności, niż to, co złożone – podobnie, jak najskuteczniejszą przyczyną ciepła jest przedmiot istotnie gorący. Lepsze są więc rządy jednostki niż wielu”Jeśli rządzi grupa, musi ona być jak najbardziej zbliżona do jedności, inaczej sama się rozpada, tak jak społeczność. „Lepiej więc rządzi jednostka (będąca jednością), niż grupa, która jest do jedności tylko podobna.” Zgodnie z naturą władza należy zwykle do jednostki. Jeden Bóg, jedna królowa pszczół, jedno serce. Jest tak, gdyż wszelka mnogość wywodzi się z jedności.

Otóż wykazano powyżej, że królestwo jest najlepszą formą rządów; wobec tego więc, że przeciwstawieniem (formy) najlepszej jest (forma) najgorsza, tyrania musi być najgorszą.” Im siła rządząca jest bardziej zjednoczona, tym jest silniejsza. Im siła jest lepsza, tym lepiej jeśli jest zjednoczona. Jeśli siła jest zła, tym lepiej jeśli jest rozproszona. Najlepiej jeśli złe rządy są rządami wielu. Mają wtedy bowiem mniejszą moc „Im więc jakieś rządy bardziej odstępują od (dążenia ku) dobru wspólnemu, tym są niesprawiedliwsze. Otóż bardziej odstępuje od (dążenia ku) dobru wspólnemu oligarchia, w której o dobro prywatne stara się nieliczna grupa, niż demokracja, gdzie celem jest dobro wielkiej liczby (ludzi); najbardziej zaś odstępuje od niego tyrania, która szuka dobra jednego (człowieka). Bo każdej powszechności bliższa jest wielka liczba, niż mała, a mała niż jednostka; przeto i rządy tyrana są najniesprawiedliwsze. Zatem spośród niesprawiedliwych rządów najznośniejsza jest demokracja, a najgorsza tyrania.